# さなゑちゃん
さなゑちゃんは、日本のサウンドクリエイター、音楽プロデューサー、作曲家、編曲家、DTMer（デスクトップミュージッククリエイター）、アイドルプロデューサー、ピアノ演奏パフォーマー、映像クリエイター、インターネットライブ配信者、ボカロP。

## 概要
秋葉原でのアイドルプロデュースや、インターネット配信者・動画投稿者への楽曲提供、ゲーム制作会社等への器楽曲提供を行っている。
ピアノが趣味で、主にYouTube、ニコニコ動画、ニコニコ生放送、SHOWROOMといったインターネット配信・動画投稿サイトにおいて、その場のイメージやリスナーからの「お題」や「コメント」を素に即興作曲演奏を披露している。またニコニコ動画には、デスクトップミュージックとアニメーションを組み合わせたVOCALOID作品も複数発表している。

## 来歴・人物

### 幼少期から学生まで
2歳からピアノに触れる。しかし、両親が音楽に対して見識や造詣が有ったわけではなく、ただ単に母親の嫁入り道具の一つとして家にピアノがあり、そのピアノで幼少期は即興で曲を作って遊んでいた。
小学校1年生から小学校3年生までJOCヤマハ音楽教室に通い、ピアノの基礎を学ぶ。
小学生時代は吹奏楽部でコルネットとトロンボーン、高校生時代はオーケストラ部でバイオリンを演奏、経験する。
中学校、高校では、携帯電話の着メロを友達に作ったり、自身の作曲と同級生の作詞で曲を作り、教室でピアノ伴奏しながらクラスメイトと合唱して遊んでいた。
尚、中学2年生から同級生であるウチダクミコは、当時の楽曲から現在のプロデュース楽曲に至るまで全ての作詞を担当している。
大学受験は東京藝術大学作曲科を志望。受験対策のため、大学教授の本格的レッスンを受け、作曲技法の基礎、和声法、対位法、オーケストレーションなどを学ぶ。しかし、受験結果は不合格であった為、大学進学を断念する。
現在使用しているピアノはYAMAHAアップライト・サイレントピアノ（YUシリーズ・サイレントアンサンブルYU5SXGZ）。深夜でも電子ピアノとして弾くことができる。

### 音楽プロデューサー、サウンドクリエイターとして
2006年から、現役アイドル、声優、アイドル志望の女の子らを秋葉原の路上パフォーマンス中にスカウトしたりオーディション等で発掘し、楽曲提供、プロデュースを始める。
2006年10月21日、「ゆめはなび」(天宮ゆめか、小花の二人の女の子によるアイドルユニット)のデビューCDを発表。以降、アイドルプロデュースに加え、サウンドクリエイターとしても活動の領域を広げた。
2009年12月4日、CD『【電波系】作業用A-POP【痛サウンド】』を発売。アキバ系で活躍するアイドルたちが歌う、電波系サウンド・オムニバスCD。
また、同時期、アイドル雑誌「Curedoll」において、アイドルプロデューサーとしてコラム連載を持っていた。
2017年4月、ニコニコ生放送配信者のあたしはまろんに楽曲『めろめろまろんらんど』を提供。ニコニコ動画にてMVを発表。作曲、DTMによる演奏のほか、MVのアニメーション制作も自身が手がけた。作詞はウチダクミコが担当。ニコニコインディーズランキング1位。
2018年1月、ニコニコ生放送配信者のおもちまいんに『配信壇場ストラグル／おもちまいん』を楽曲提供。2018年1月18日（おもちまいん誕生日）ニコニコ動画にてMVを発表。作曲、DTMによる演奏のほか、衣装デザイン、衣装作製、CGディレクション等も自ら手掛ける。作詞はウチダクミコ、振付はアイドル本間美咲、バックダンサーは本間美咲と踊り手 緩無（ゆるぎな）が担当。ニコニコ動画総合ランキング1位。
同日、同曲のボーカロイド音街ウナ ver.も発表。『配信壇場ストラグル／音街ウナ』はニコニコ動画総合ランキング1位を獲得。2018年3月12日には殿堂入り(10万再生)した。
2018年3月からは『配信壇場ストラグル／おもちまいん』『配信壇場ストラグル／音街ウナ』のiTunes、Amazon Music他各音楽配信サイトでダウンロード販売を開始。
「雑談配信者」公式生放送、ドラゴンクエストライバルズ配信者杯、PUBG配信者杯等、niconicoの公式生放送やニコニコ超会議2018において、『めろめろまろんらんど』は公式オープニングテーマ曲、『配信壇場ストラグル／おもちまいん』は公式エンディングテーマ曲に採用。

### ニコニコ生放送
ニコニコ動画を黎明期から視聴しており、ニコニコ動画ユーザーIDのバージョンは、”RC”（2007年6月18日から2007年10月10日に発行）である。
2010年、インターネット番組にMC出演していた折、西村博之の目にとまりニコニコ公式番組の撮影見学に誘われた。西村から「君面白いから絶対に生主（ニコニコ生放送の配信者）向いてる。ニコ生（ニコニコ生放送配信）やってみたら。」との助言を受け、2010年09月24日にニコニココミュニティ「おんなのこに無茶振りさせて楽しむちゃんぬる」を作り、ニコニコ生放送を始める。このとき、コミュニティオーナー名を、適当に「さなゑちゃん」とつけてやり始めたものが現在も続き、一番認識されている名前である。
ニコニコ生放送の配信スタイルは、その場のイメージやリスナーからの「お題」や「コメント」を素にクオリティの高いピアノ即興作曲演奏を行う。
2011年からニコニコ生放送配信を一時休止するが、およそ5年のブランクを経て、2016年3月からニコニコ生放送配信を再開した。
2016年3月6日『【さなゑちゃん】ピアノ生放送おんなのこ92日目-1【即興】－さなゑちゃんとは一体何だったのか。－』を復活記念配信した。
2016年10月14日には、渋谷のライブハウス「サラヴァ東京」においてファーストライブを開催。スペシャルゲストとしてピアニストYur]も参加。準備したおよそ50席は満席で立ち見も出る盛況ぶりであった。LIVEはニコ生でも配信された。

### SHOWROOM
2017年7月からはSHOWROOM (ストリーミングサービス)配信を始め、雑談＆ピアノ配信を定期的に配信している。

### YouTube
2017年5月4日からにオリジナル曲の演奏動画投稿を始め、3ヶ月を過ぎた頃には33本の演奏、ライブ録画を投稿する。
2017年秋、YAMAHA主催「LovePiano」プロジェクトが始まり、2017年9月15日から17日の3日間、JR新宿駅新南改札外「Suicaのペンギン広場」に展示され、誰でも弾いて楽しめるフリー・ストリートピアノの企画が開催され、この企画をニコニコ生放送で配信しながら即興演奏を行い、編集した動画をYouTubeに投稿した。2018年7月21日に100万回再生を超えた。
その後も、いくつかのイベントで行われていたストリートピアノ、アートピアノプロジェクトに参加し、チャンネル登録者を増やした。2019年4月16日時点で、チャンネル登録者は10万人を超えている。
2019年1月31日に、動画をアップしている。ここでは、自身のことを　私の本業は作曲家・音楽プロデューサーです　と書いてある
ここでは、ピアノではなく、ベースを弾いている動画をアップしている。

### 「暗黒ピアノ連弾」としての活動
ピアニストYuri共に、ピアノ連弾ユニット「暗黒ピアノ連弾（APR）」としても活動している。
主にさなゑちゃん編曲のゲーム・VOCALOID曲や、さなゑちゃん作曲のオリジナル曲をニコニコ生放送やYoutubeで連弾で披露している。
自主制作CDやグッズをM3 (同人)やコミックマーケット、ニコニコ超会議2018で出展販売している。

## インターネット配信におけるストリートピアノ演奏
- 2017年9月17日

YAMAHA「LovePiano」プロジェクト ペイントピアノを演奏 (JR新宿駅Suicaのペンギン広場)
- 2018年3月4日

YAMAHA「LovePiano」プロジェクト ペイントピアノを演奏 (ヤマハ銀座ビル1Fポータル)
- 2018年3月17日

国立ストリートピアノを演奏「Play Me,I'm Yours Kunitachi 2018」 (国立市内に置かれた10台のアートピアノ)
- 2018年4月30日

Marunouchi GW Festival 2018「Art Piano in Marunouchi」を演奏(丸の内エリアに設置されたアートピアノ4台)
- 2018年6月16日

JR銚子駅構内（千葉県銚子市西芝町）「駅ピアノ」プロジェクト 演奏
- 2018年6月30日

代官山音楽祭　フェットドラミュージック2018にて、YAMAHA「LovePiano」プロジェクト ペイントピアノ演奏　 (ザ・コノエ代官山　1階ギャラリー)
- 2018年9月1日

楽器に触れあうTOBUの音楽祭にて、YAMAHA「LovePiano」プロジェクト ペイントピアノ演奏 (東武百貨店船橋店６階「イベントプラザ」)
- 2018年9月9日

渋谷ズンチャカ！渋谷MODI裏「まちかど文化系」みんなのピアノ
YAMAHA「LovePiano」プロジェクト ペイントピアノ演奏
- 2018年11月3日

YAMAHA「LovePiano」プロジェクト ペイントピアノ2号機演奏 (六本木東京ミッドタウン芝生広場)

## ディスコグラフィー

### プロデュース曲
- 【電波系】作業用A-POP【痛サウンド】／上田紗奈衣

2009年12月13日発表　アキバ系で活躍するアイドルたちが歌う、電波系サウンド・オムニバスCD
（参加アーティスト）
とろ美
木ノ下ゆり
天宮ゆめか
ふたば☆(ディアステージ) ※「ふたば☆」のメンバーは、えい（現でんぱ組.inc　成瀬瑛美）、ねむ（現でんぱ組.inc　夢眠ねむ）、わか（現　霧島和歌）、こむぎ、みなみ
- めろめろまろんらんど／あたしはまろん

2017年4月1日発表 あたしはまろんへ楽曲提供・動画プロデュース
- 配信壇場ストラグル／おもちまいん

2018年1月18日（おもちまいん誕生日）発表 おもちまいんへ楽曲提供・動画プロデュース

### VOCALOID
- 狂気でしょでしょ？/初音ミク

2010年12月18日投稿　VOCALOIDオリジナル曲
- 曇り月/心響-kokone-

2015年07月18日　VOCALOIDオリジナル曲
- 配信壇場ストラグル/音街ウナ

2018年1月18日投稿　VOCALOIDオリジナル曲　ニコニコ動画VOCALOID殿堂入り

### ピアノ演奏収録CD
- Dual Organ game music edition

2016年4月24日発売
ゲーム曲をピアノ編曲。
暗黒ピアノ連弾によるピアノ演奏曲を収録。
演奏:ピアニストYuri、さなゑちゃん(四手連弾)
ピアノ編曲:さなゑちゃん
- Fw:DIVA#01

2016年10月30日発売
VOCALOID曲のピアノ編曲。
暗黒ピアノ連弾によるピアノ演奏曲を収録。
演奏:ピアニストYuri、さなゑちゃん(四手連弾)
ピアノ編曲:さなゑちゃん
- PIANIST YURI PLAYS SANAECHAN

2018年4月28日発売
さなゑちゃん作曲 ピアニストYuriによるピアノ演奏曲を収録。
演奏:ピアニストYuri
作曲:さなゑちゃん
- Pianist Yuri plays Sanaechan

2018年8月10日発売
さなゑちゃん作曲 オーケストラ(デスクトップミュージック)演奏、ピアニストYuriによるピアノ演奏を収録。
演奏:さなゑちゃん、ピアニストYuri
作曲:さなゑちゃん

### 主なピアノ演奏投稿動画
- 8Repeat (Impromptu Performance in the Piano Trio)
- 新宿駅のストリートピアノを弾き殴った結果ｗｗｗｗｗ【即興演奏】Improvisation at the train station in Shinjuku
- 銀ブラ酔っ払いが置いてあったストリートピアノでめちゃくちゃ弾く事案発生！！【即興演奏】Drunk pushed into the store plays the piano
- ラブラブカップルの連弾に嫉妬して即興演奏で男を奪い取る女【ストリートピアノ】Street piano interruption improvisation in Japan1
- ストリートピアノ道行く人に採点してもらって80点以上出るまで帰れまテン！！＜前編＞【さなゑちゃん】
- ラブラブカップルの連弾に這いよる闇【ストリートピアノ】Street piano interruption improvisation in Japan
- ストリートピアノ道行く人に採点してもらって80点以上出るまで帰れまテン！！＜中編-1＞
- ストリートピアノの順番譲ったら拷問受けたンゴ…(´；ω；｀)【即興演奏】Street Piano Improvisation in Japan
- ラブラブカップル♂の連弾に嫉妬して乱入したら受け入れてくれて即興で連弾してくれた【ストリートピアノ】Street Piano improvisation
- 【即興演奏】ピアニストの野外コンサートの合間に破壊的なピアノを弾き逃げするアスペ【ストリートピアノ】(音割れMAX)Street Piano Improvisation
- 銚子駅のストリートピアノを弾きに行ったら銚子のドン・ファンに絡まれたｗｗｗｗｗ【即興演奏】Street Piano Improvisation in Japan
- ラブラブカップルの連弾をクラッシュ【ストリートピアノ】Street Piano Improvisation in Japan

## ライブ
- 2016年10月14日

さなゑちゃん ファーストライブ＠サラヴァ東京
さなゑちゃん（piano）／工藤緑矢（bass）／熊谷太輔（drums）
ゲスト：ピアニストYuri（piano）

## 出演
- 2016年3月26日　日本音楽家ユニオン主催イベント「ミュージックの日フェスティバル2016」[13]

ゲスト出演として、ピアノの即興演奏。
- 2017年4月29日　ニコニコ超会議2017 超演奏してみたステージ[14]

紅い流星がお題としてその場で弾いたフレーズからピアノで即興演奏を披露。
- 2017年11月18日　ニコニコ生放送「雑談配信者」公式生放送[15]

- 2018年4月28日　ニコニコ超会議2018　超演奏してみたステージ[16]

- 2018年9月6日　渋谷のラジオ　渋谷のエンタメ[17]

ラジオ生放送に出演。キーボードで即興演奏を披露。
- 2018年9月9日　渋谷ズンチャカ！2018[18]

渋谷区の街全体で行う野外音楽イベントに出演。宇田川交番前の特設ステージでピアノ即興演奏を披露。

## 雑誌
- アイドル雑誌「Curedoll」　連載[4]

2009年10月～　Vol.1　Vol.２